# Kæntringsulykken på Præstø Fjord
Kæntringsulykken på Præstø Fjord  var en ulykke der skete fredag den 11. februar 2011 på Præstø Fjord ud for Præstø Havn, ved Sydøstsjælland. 2 lærere og 13 elever fra Lundby Efterskole sejlede ud på fjorden i en 8 meter lang dragebåd. Da de ved middagstid var kommet 1,7 km ud på fjorden kæntrede den under en vending, som følge af påvirkninger fra vind og bølger og de ombordværendes bevægelser. 
Klokken 12.42 kom opkaldet hos 112 om kæntringen, efter nogle elever var svømmet i land og havde fået hjælp af blandt andre en bilforhandler og en tilfældig mand i en rendegraver.
Fire helikoptere, seks redningsbåde, 12 ambulancer, to lægebiler, en akutsygeplejerskebil og 2 praktiserende læger kom til stedet og hjalp den ene lærer og de resterende elever op af vandet. Alle var stærkt nedkølede til temperaturer på 16-17 grader. Flere fik hjertemassage.
Den anden lærer var ikke iført redningsvest og druknede efter at have reddet en af eleverne. Liget af læreren blev først bjærget den 4. april 2011. De 13 reddede elever og den kvindelige lærer blev fordelt på forskellige hospitaler rundt om i Danmark. Syv blev lagt i kunstig koma og skulle efterfølgende genoptrænes.
Senere fandt man ud af at dragebåden ikke var sikkerhedsgodkendt af Søfartsstyrelsen. I stedet for redningsveste var eleverne kun udstyret med svømmeveste, og de svømmeveste, der blev brugt, havde ikke signalfarver, hvilket vanskeliggjorde eftersøgningen. Desuden blev der heller ikke brugt våd- eller tørdragt.
Lørdag den 26. februar 2011 samledes familie, venner, kolleger og elever i Præstø, for at mindes efterskolelæreren Michael Jørgensen, der formodedes druknet efter "Præstø-tragedien".

## Eksterne links
- Søulykkesrapport Arkiveret 10. marts 2016 hos  Wayback Machine udarbejdet af Den Maritime Havarikommission
- BBC minidokumentar om Præstøulykken